# 18e cérémonie des Critics' Choice Movie Awards
La 18e cérémonie des Critics' Choice Movie Awards (ou BFCA Awards), décernés par la Broadcast Film Critics Association, a eu lieu le 11 janvier 2013, et a récompensé les films sortis en 2012.
Les nominations ont été annoncées le 11 décembre 2012.

## Palmarès

### Meilleur film
- Argo
  - Les Bêtes du sud sauvage (Beasts of the Southern Wild)
  - Django Unchained
  - Happiness Therapy (Silver Linings Playbook)
  - Lincoln
  - Moonrise Kingdom
  - Les Misérables
  - L'Odyssée de Pi (Life Of Pi)
  - Zero Dark Thirty

### Meilleur réalisateur
- Ben Affleck pour Argo
  - Kathryn Bigelow pour Zero Dark Thirty
  - Tom Hooper pour Les Misérables
  - Ang Lee pour L'Odyssée de Pi (Life Of Pi)
  - David O. Russell pour Happiness Therapy (Silver Linings Playbook)
  - Steven Spielberg pour Lincoln

### Meilleur acteur
- Daniel Day-Lewis pour le rôle d'Abraham Lincoln dans Lincoln
  - Bradley Cooper pour le rôle de Pat Solitano dans Happiness Therapy (Silver Linings Playbook)
  - John Hawkes pour le rôle de Mark O'Brien dans The Sessions
  - Hugh Jackman pour le rôle de Jean Valjean dans Les Misérables
  - Joaquin Phoenix pour le rôle de Freddie Quell dans The Master
  - Denzel Washington pour le rôle de Whip Whitaker dans Flight

### Meilleure actrice
- Jessica Chastain pour le rôle de Maya dans Zero Dark Thirty
  - Marion Cotillard pour le rôle de Stéphanie dans De rouille et d'os
  - Jennifer Lawrence pour le rôle de Tiffany Maxwell dans Happiness Therapy (Silver Linings Playbook)
  - Emmanuelle Riva pour le rôle d'Anne dans Amour
  - Quvenzhané Wallis pour le rôle d'Hushpuppy dans Les Bêtes du sud sauvage (Beasts of the Southern Wild)
  - Naomi Watts pour le rôle de Maria dans The Impossible (Lo imposible)

### Meilleur acteur dans un second rôle
- Philip Seymour Hoffman pour le rôle de Lancaster Dodd dans The Master
  - Alan Arkin pour le rôle de Lester Siegel dans Argo
  - Javier Bardem pour le rôle de Raoul Silva dans Skyfall
  - Robert De Niro pour le rôle de Pat Solitano Sr dans Happiness Therapy (Silver Linings Playbook)
  - Tommy Lee Jones pour le rôle de Thaddeus Stevens dans Lincoln
  - Matthew McConaughey pour le rôle de Dallas dans Magic Mike

### Meilleure actrice dans un second rôle
- Anne Hathaway pour le rôle de Fantine dans Les Misérables
  - Amy Adams pour le rôle de Mary Sue Dodd dans The Master
  - Judi Dench pour le rôle de M dans Skyfall
  - Ann Dowd pour le rôle de Sandra dans Compliance
  - Sally Field pour le rôle de Mary Todd Lincoln dans Lincoln
  - Helen Hunt pour le rôle de Cheryl dans The Sessions

### Meilleur espoir
- Quvenzhané Wallis pour le rôle d'Hushpuppy dans Les Bêtes du sud sauvage (Beasts of the Southern Wild)
  - Elle Fanning pour le rôle de Ginger dans Ginger & Rosa
  - Kara Hayward pour le rôle de Suzy dans Moonrise Kingdom
  - Tom Holland pour le rôle de Lucas dans The Impossible (Lo impossible)
  - Logan Lerman pour le rôle de Charlie dans Le Monde de Charlie (The Perks of Being a Wallflower)
  - Suraj Sharma pour le rôle de Pi Patel dans L'Odyssée de Pi (Life Of Pi)

### Meilleure distribution
- Happiness Therapy (Silver Linings Playbook)
  - Argo
  - Indian Palace (The Best Exotic Marigold Hotel)
  - Lincoln
  - Moonrise Kingdom
  - Les Misérables

### Meilleur scénario original
- Django Unchained – Quentin Tarantino
  - Flight – John Gatins
  - Looper – Rian Johnson
  - The Master – Paul Thomas Anderson
  - Moonrise Kingdom – Roman Coppola et Wes Anderson
  - Zero Dark Thirty – Mark Boal

### Meilleur scénario adapté
- Lincoln – Tony Kushner
  - Argo – Chris Terrio
  - Happiness Therapy (Silver Linings Playbook) – David O. Russell
  - Le Monde de Charlie (The Perks of Being a Wallflower) – Stephen Chbosky
  - L'Odyssée de Pi (Life Of Pi) – David Magee

### Meilleure direction artistique
- Anna Karénine (Anna Karenina)
  - Le Hobbit : Un voyage inattendu (The Hobbit: An Unexpected Journey)
  - Lincoln
  - Les Misérables
  - L'Odyssée de Pi (Life Of Pi)

### Meilleurs costumes
- Anna Karénine (Anna Karenina)
  - Cloud Atlas
  - Le Hobbit : Un voyage inattendu (The Hobbit: An Unexpected Journey)
  - Lincoln
  - Les Misérables

### Meilleur maquillage
- Cloud Atlas
  - Le Hobbit : Un voyage inattendu (The Hobbit: An Unexpected Journey)
  - Lincoln
  - Les Misérables

### Meilleure photographie
- L'Odyssée de Pi (Life Of Pi) – Claudio Miranda
  - Lincoln – Janusz Kaminski
  - The Master – Mihai Malaimare Jr.
  - Les Misérables – Danny Cohen
  - Skyfall – Roger Deakins

### Meilleur montage
- Zero Dark Thirty – William Goldenberg et Dylan Tichenor
  - Argo – William Goldenberg
  - Lincoln – Michael Kahn
  - Les Misérables – Melanie Ann Oliver et Chris Dickens
  - L'Odyssée de Pi (Life Of Pi) – Tim Squyres

### Meilleurs effets visuels
- L'Odyssée de Pi (Life Of Pi)
  - Avengers (The Avengers)
  - Cloud Atlas
  - The Dark Knight Rises
  - Le Hobbit : Un voyage inattendu (The Hobbit: An Unexpected Journey)

### Meilleure chanson originale
- "Skyfall" interprétée par Adele – Skyfall
  - "Learn Me Right" interprétée par Birdy – Rebelle (Brave)
  - "Suddenly" interprétée par Hugh Jackman – Les Misérables
  - "For You" interprétée par Keith Urban – Act of Valor
  - "Still Alive" interprétée par Paul Williams – Paul Williams: Still Alive

### Meilleure musique de film
- Lincoln – John Williams
  - Argo – Alexandre Desplat
  - The Master – Jonny Greenwood
  - L'Odyssée de Pi (Life Of Pi) – Mychael Danna
  - Moonrise Kingdom – Alexandre Desplat

### Meilleur film d'action
- Skyfall
  - Avengers (The Avengers)
  - The Dark Knight Rises
  - Looper

### Meilleur acteur dans un film d'action
- Daniel Craig pour le rôle de James Bond dans Skyfall
  - Christian Bale pour le rôle de Batman dans The Dark Knight Rises
  - Robert Downey Jr. pour le rôle de Iron Man dans Avengers (The Avengers)
  - Joseph Gordon-Levitt pour le rôle de Joe Simmons dans Looper
  - Jake Gyllenhaal pour le rôle de Brian Taylor dans End of Watch

### Meilleure actrice dans un film d'action
- Jennifer Lawrence pour le rôle de Katniss Everdeen dans Hunger Games
  - Emily Blunt pour le rôle de Sara dans Looper
  - Gina Carano pour le rôle de Mallory Kane dans Piégée (Haywire)
  - Judi Dench pour le rôle de M dans Skyfall
  - Anne Hathaway pour le rôle de Selina Kyle dans The Dark Knight Rises

### Meilleure comédie
- Happiness Therapy (Silver Linings Playbook)
  - Bernie
  - Ted
  - 40 ans : Mode d'emploi (This Is 40)
  - 21 Jump Street

### Meilleur acteur dans une comédie
- Bradley Cooper pour le rôle de Pat Solitano dans Happiness Therapy (Silver Linings Playbook)
  - Jack Black pour le rôle de Bernie Tiede dans Bernie
  - Paul Rudd pour le rôle de Pete dans 40 ans : Mode d'emploi (This Is 40)
  - Channing Tatum pour le rôle de Greg Jenko / Brad McQuaid dans 21 Jump Street
  - Mark Wahlberg pour le rôle de John Bennett dans Ted

### Meilleure actrice dans une comédie
- Jennifer Lawrence pour le rôle de Tiffany Maxwell dans Happiness Therapy (Silver Linings Playbook)
  - Mila Kunis pour le rôle de Lori Collins dans Ted
  - Shirley MacLaine pour le rôle de Marge Nugent dans Bernie
  - Leslie Mann pour le rôle de Debbie dans 40 ans : Mode d'emploi (This Is 40)
  - Rebel Wilson pour le rôle de Fat Amy dans The Hit Girls (Pitch Perfect)

### Meilleur film de science-fiction/horreur
- Looper
  - La Cabane dans les bois (The Cabin in the Woods)
  - Prometheus

### Meilleur film en langue étrangère
- Amour •  Autriche /  France
  - Royal Affair (En kongelig affære) •  Danemark
  - De rouille et d'os •  France
  - Intouchables •  France

### Meilleur film d'animation
- Les Mondes de Ralph (Wreck-it Ralph)
  - Les Cinq Légendes (Rise Of The Guardians)
  - L'Étrange Pouvoir de Norman (ParaNorman)
  - Frankenweenie
  - Madagascar 3 (Madagascar 3: Europe’s Most Wanted)
  - Rebelle (Brave)

### Meilleur film documentaire
- Sugar Man (Searching For Sugar Man)
  - The Central Park Five
  - Bully
  - The Imposter
  - The Queen of Versailles
  - West of Memphis

### Franchise de film préférée
- Franchise Indiana Jones comprenant Les Aventuriers de l'arche perdue (Raiders of the Lost Ark), Indiana Jones et le Temple maudit (Indiana Jones and the Temple of Doom) et Indiana Jones et la dernière croisade (Indiana Jones and the Last Crusade)

## Statistiques

### Nominations multiples
13 : Lincoln
11 : Les Misérables
10 : Happiness Therapy
9 : L'Odyssée de Pi
7 : Argo, Skyfall
6 : The Master
5 : Looper, Moonrise Kingdom, Zero Dark Thirty
4 : The Dark Knight Rises, Le Hobbit : Un voyage inattendu
3 : Avengers, Bernie, Les Bêtes du sud sauvage, Cloud Atlas, Ted, 40 ans : Mode d'emploi (This Is 40)
2 : 21 Jump Street, Amour, Anna Karénine, De rouille et d'os, Django Unchained, Flight, The Impossible, Le Monde de Charlie, Rebelle, The Sessions
Personnalités
3 : Jennifer Lawrence
2 : Judi Dench, Alexandre Desplat, Quvenzhané Wallis

### Récompenses multiples
4 / 10 : Happiness Therapy
3 / 13 : Lincoln
3 / 7 : Skyfall
2 / 11 : Les Misérables
2 / 9 : L'Odyssée de Pi
2 / 7 : Argo
2 / 5 : Zero Dark Thirty
2 / 2 : Anna Karénine
Personnalités
2 / 3 : Jennifer Lawrence